# Hans Erich Nossack
Hans Erich Nossack, född 30 januari 1901 i Hamburg, död 2 november 1977, var en tysk författare.

## Biografi
Nossack studerade språk, filosofi och juridik i Jena, men avbröt studierna och blev fabriksarbetare, handelsresande och försökte sig även på som affärsman och journalist. Under nazitiden var Nossack förbjuden att publicera på grund av sin politiska inställning. År 1943 förstördes hans hem, och därmed alla hans manuskript, vid ett bombanfall mot Hamburg. Detta tvingade Nossack att börja om sin författarbana. Från 1956 var han yrkesförfattare bosatt i Darmstadt. Nossack skrev romaner, noveller och skådespel.
Chockupplevelser från andra världskriget och en kritisk attityd till den återuppståndna tyska borgerligheten bildar bakgrund till hans halvt surrealistiska romaner och noveller.